# Медовичка новобританська
Медови́чка новобританська (Myzomela erythromelas) — вид горобцеподібних птахів родини медолюбових (Meliphagidae). Ендемік Папуа Нової Гвінеї.

## Опис
Довжина птаха становить 9-10 см. Самці важать 7-9 г, самиці важать 6,5-7,5 г. Забарвлення самців переважно чорне, голова червона. Забарвлення самиць переважно оливкове, обличчя червонувате. Дзьоб чорний.

## Поширення і екологія
Новобританські медовички є ендеміками острова Нова Британія. Вони живуть у вологих рівнинних тропічних лісах. Живляться нектаром. Новобританські медовички іноді приєднуються до змішаних зграй птахів разом з сірими і багряними медовичками.